# Saxon (Szwajcaria)
Saxon – miejscowość i gmina (commune) w południowej Szwajcarii, w kantonie Valais, w okręgu (district) Martigny. Leży nad Rodanem.

## Demografia
W Saxon mieszkają 6 484 osoby. W 2021 roku 32,1% populacji gminy stanowiły osoby urodzone poza Szwajcarią. 

## Transport
Przez teren gminy przebiegają autostrada A9 oraz droga główna nr 9. 